# 시공관 사건
시공관 사건은 1947년 4월 20일 대한민청 단원들이 악단제일선의 단원인 정진룡을 감금했고 심한 매질로 인해 정진룡과 그의 부하 일부가 사망한 사건이다. 청년조직의 테러리스트 두목으로 활동하였던 김두한이 개인적 원한으로 정진룡을 죽인 사건이다.